# Megaselia spinigera
Megaselia spinigera är en tvåvingeart som först beskrevs av Wood 1908.  Megaselia spinigera ingår i släktet Megaselia och familjen puckelflugor. Arten är reproducerande i Sverige. Inga underarter finns listade i Catalogue of Life.